# Przybudki
Przybudki (Prybudki) – wieś w Polsce położona w województwie podlaskim, w powiecie hajnowskim, w gminie Narew. 
| SIMC    | Nazwa | Rodzaj    |
| ------- | ----- | --------- |
| 0036506 | Ferma | część wsi |

W latach 1975–1998 miejscowość administracyjnie należała do województwa białostockiego.

## Historia
Wieś i folwark powstały w latach 1775–1785. Nazwa wskazuje na położenie obok budki straży leśnej. Na skraju Puszczy Bielskiej usytuowane wtedy były liczne budki straży leśnej, która chroniła lasy należące do dóbr królewskich. W pobliżu wsi zachował się stary pomnikowy Dąb Dunin, który pozostał po dawnej Puszczy Ladzkiej.
Podczas II wojny światowej Niemcy osiedlili tu niektóre rodziny z pacyfikowanych wsi. W 1945 roku wskutek sowieckiej agitacji dwóch gospodarzy wyjechało do Białoruskiej SRR. Jeden z nich zostawił grunta o powierzchni 2,12 hektarów, drugi o powierzchni 6,7 hektarów.
Białoruski tygodnik Niwa pisał w 1981 roku, że Przybudki to „niewielka wieś na skraju dawnej puszczy Ladzkiej. Grunta są piaszczyste oraz podmokłe”. W 1981 rozpoczęto drenaż pól.

## Demografia
W roku 1847 wieś liczyła 13 domów, w których mieszkało 98 osób, w 1939 roku – 24 domów ze 152 osobami. W roku 2007 wieś zamieszkiwało 45 osób.
Według spisu ludności z 30 września 1921 roku w Przybudkach mieszkało 93 osób w 22 domach, wszyscy byli narodowości białoruskiej i wyznania prawosławnego.

## Religia
Mieszkańcy wsi wyznania prawosławnego należą do parafii w Łosince. Według stanu parafii z 31 grudnia 2007 roku, 45 parafian pochodziło z Przybudek. Natomiast wierni kościoła rzymskokatolickiego należą do parafii Wniebowzięcia Najświętszej Maryi Panny i św. Stanisława Biskupa i Męczennika w Narwi.